# Eurycope caribbea
Eurycope caribbea is een pissebed uit de familie Munnopsidae. De wetenschappelijke naam van de soort is voor het eerst geldig gepubliceerd in 1901 door Benedict.